# Parafia Nawiedzenia Najświętszej Maryi Panny w Czarnej
Parafia Nawiedzenia Najświętszej Maryi Panny w Czarnej – jedna z 8 parafii rzymskokatolickich dekanatu czarneckiego diecezji radomskiej. Erygowana w 1919 roku. Prowadzą ją księża Pallotyni.

## Zasięg parafii
Do parafii należą wierni z następujących miejscowości: Błotnica, Czarna, Czarniecka Góra, Duraczów, Grzybów, Janów, Kozia Wola, Małachów i Wąsosz .